# 松本盆地

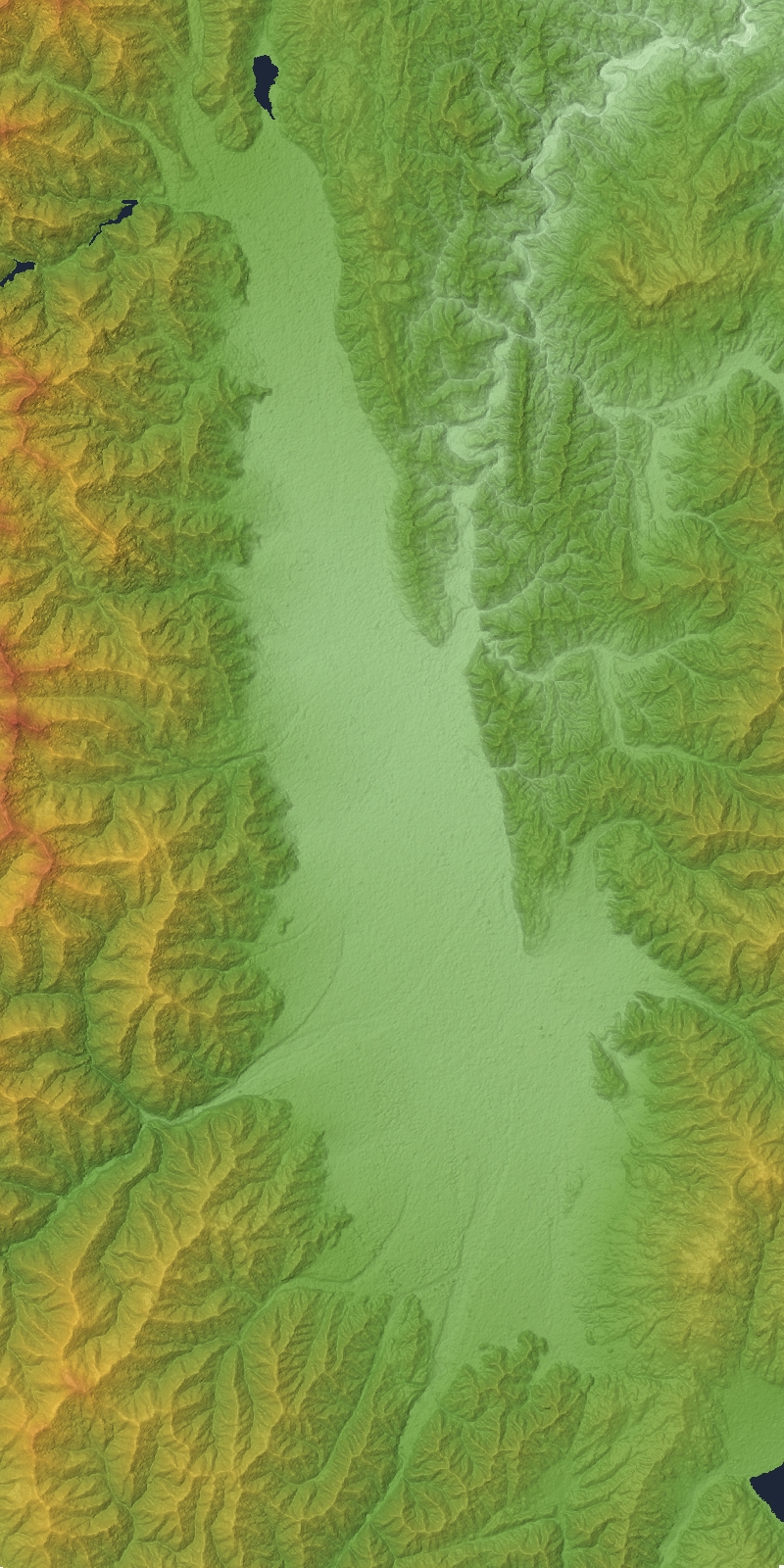
松本盆地の地形図

松本盆地（まつもとぼんち）は、長野県松本市街地と周辺一帯からなる盆地。梓川、犀川を挟んで松本市・塩尻市周辺の松本平（まつもとだいら、別名：筑摩野））と安曇野市周辺の安曇平（あづみだいら、別名：安曇野）とに分けられる。
江戸時代にはわずかの天領、旗本領及び他藩の飛地を除き、大部分を松本藩が領していた。圏域人口は約40万人。県歌「信濃の国」に歌われる「四つの平」の一つで、四つの平のうち最大の面積を有する。

## 地理

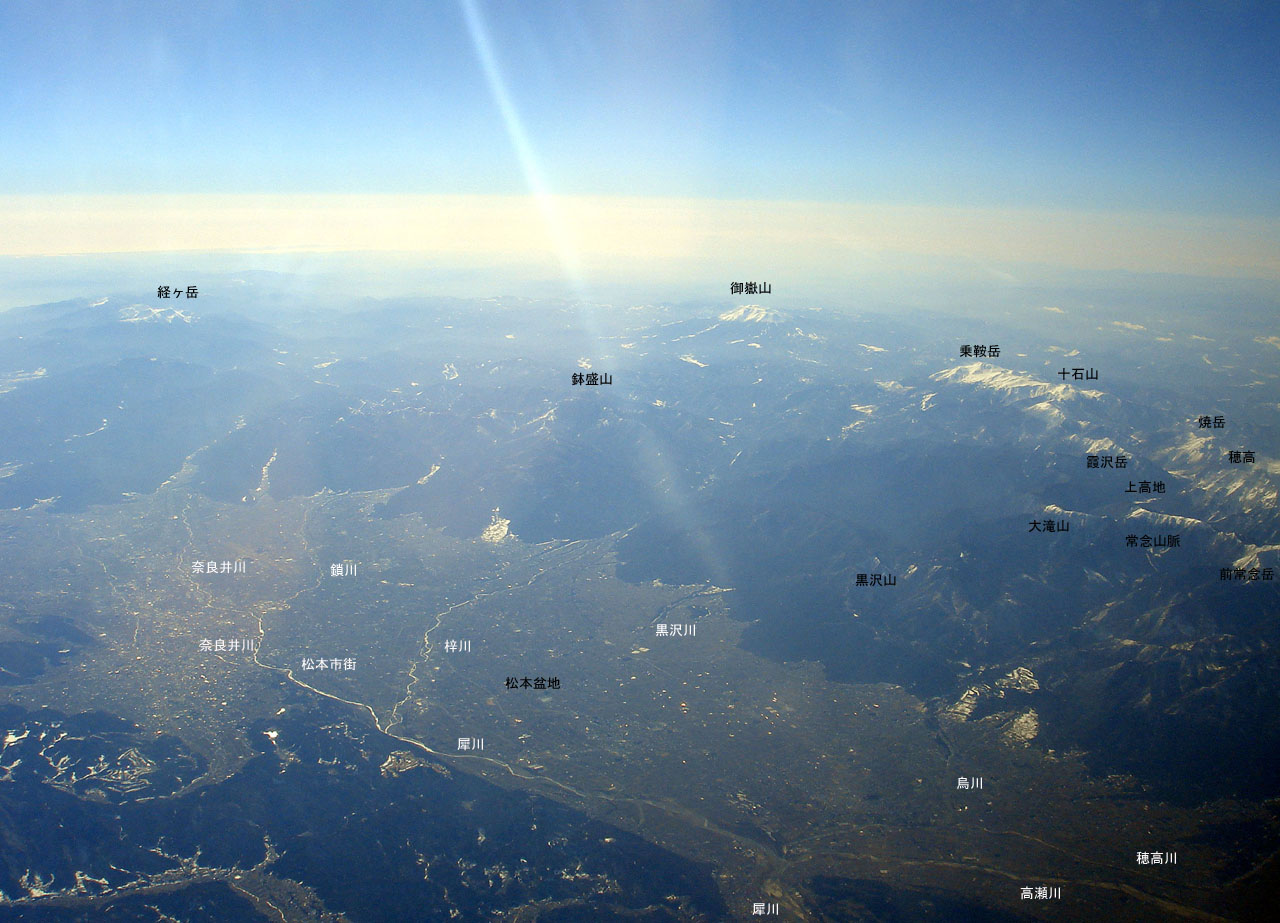
上空からの松本盆地（→解説無し）

松本盆地の標高は500mから800m。かつては海の底だった。周辺には北アルプス（3000m級）、上高地や美ヶ原（2000m級）が聳え立つ。梓川、奈良井川などにより、扇状地や河岸段丘をなしている地域もある。景勝地安曇野もこの中にある。
国道19号、国道147号、国道158号、JR篠ノ井線、JR大糸線、長野自動車道などが地域を通過する。

### 地学的知見
フォッサマグナ西縁部に形成された地溝性の盆地で糸魚川静岡構造線が南北に貫き西側には北アルプスがそびえ、東側は中央高地帯に挟まれる地域。盆地の東縁を松本盆地東縁断層群が南北に走っている。東縁の断層帯に沿うように北からは高瀬川が流れ、北アルプスから流れ出す梓川と合流した犀川 (長野県)が犀川丘陵帯を蛇行しながら浸食し流下する。また、盆地の西縁には信濃坂断層、常念岳起震断層が南北に走っているが、常念岳起震断層は地殻変動の境界では無いとされている。
新生代第三紀の別所層と青木層が分布している旧四賀村の保福寺川河床からは、かつてこの地域が海底であったことから、化石鰭脚類のアロデスムスやマッコウクジラの全身骨格化石、ウチムラユイガイダマシ、シロウリガイなどが出土。

#### 断層帯
糸魚川静岡構造線上にあることから松本盆地東縁断層、牛伏寺断層など多くの地震発生記録の残る断層があり松本盆地東縁断層群と呼ばれる。特に、牛伏寺断層は地震の発生確率の高い断層として注目されている。断層帯の南部は岡谷断層群、諏訪断層群へと続く。

#### 松本盆地と周辺地域を震源とする主な地震
出典：気象庁精密地震観測室資料および理科年表による。(前震、余震は除外。震源域の地名は現在のもの)
- 762年 美濃・飛騨・信濃 - M 7.0以上。
- 841年 松本(東経 138.0°北緯 36.2°付近)、- M 6.5。
- 1714年4月28日 信濃小谷(東経 137.85°北緯 36.7°付近)、信濃小谷地震。小谷村死者100、- M 6。
- 1725年8月14日 高遠・諏訪(東経 138.1°北緯 36.0°付近)、- M 6.0～6.5。
- 1791年7月23日 松本(東経 138.0°北緯 36.2°付近)、- M 6。
- 1858年4月23日 信濃大町(東経 137.9°北緯 36.6°付近)、- M 5.7。
- 1890年1月7日15時43分頃。震源は生坂村から長野市大岡樋ノ口沢付近、東経138.0° 北緯36.5°、- M 6.2。
- 1918年11月11日 『大町地震』2時59分 - M 6.1 / 16時04分 - M 6.5、震源は大町市南鷹狩山付近、東経137.9° 北緯36.5°。1858年の地震と区別するため大正大町地震とも呼ばれる。
- 1986年12月30日 9時38分、震源は旧美麻村、小川村、信州新町の境界付近。- M 5.9。

糸魚川静岡構造線に長野盆地西縁断層及び千曲川構造線のそれぞれの延長がぶつかる地域において発生。
- 1998年8月～9月 最大M5.6。上高地付近を震源

8月12日15時13分 東経137°37.87' 北緯36°14.02' 深さ2.7km - M 5.0。
8月16日3時31分 東経137°37.72' 北緯36°19.50' 深さ3.1km - M 5.6。
- 2011年6月30日 8時16分 東経138.0° 北緯36.2° 深さ4km - M 5.4 [4]。1791年の震源と同じ。
- 2014年11月22日22時8分 東経137.57° 北緯36.41° 深さ5km - M 6.7。長野県神城断層地震。

## 該当市町村
- 松本市（梓川地区を除く）、塩尻市、山形村、朝日村 - 松本平
- 安曇野市、松本市（梓川地区）、大町市、池田町、松川村 - 安曇平

いずれの市町村の場合も山間地を除く。

## 松本テレビ・FMラジオ中継放送所
- 松本市は親局美ヶ原の山陰にあたるため早くから市内向けに中継局が設置されている。また、長野県内のテレビ中継局では一番早くUHFに切り替えられた局であり1973年3月には全局がUHFに統一されている。

### 地上デジタルテレビジョン放送送信設備
| リモコンキーID | 放送局名        | 物理チャンネル | 空中線電力 | ERP | 放送対象地域 | 放送区域内世帯数 | 開局日        |
| -------------- | --------------- | -------------- | ---------- | --- | ------------ | ---------------- | ------------- |
| 1              | NHK長野総合     | 28ch           | 10W        | 29W | 長野県       | 不明             | 2006年10月1日 |
| 2              | NHK長野Eテレ    | 32ch           | 10W        | 29W | 全国         | 不明             | 2006年10月1日 |
| 4              | TSBテレビ信州   | 22ch           | 10W        | 29W | 長野県       | 不明             | 2006年10月1日 |
| 5              | abn長野朝日放送 | 24ch           | 10W        | 29W | 長野県       | 不明             | 2006年10月1日 |
| 6              | SBC信越放送     | 23ch           | 10W        | 29W | 長野県       | 不明             | 2006年10月1日 |
| 8              | NBS長野放送     | 26ch           | 10W        | 29W | 長野県       | 不明             | 2006年10月1日 |

### 地上アナログテレビジョン放送送信設備
2011年7月24日停波時点
| 放送局名        | チャンネル | 空中線電力        | ERP               | 放送対象地域 | 放送区域内世帯数 | 開局日        | 廃局日        |
| --------------- | ---------- | ----------------- | ----------------- | ------------ | ---------------- | ------------- | ------------- |
| SBC信越放送     | 40ch       | 映像100W /音声25W | 映像360W /音声90W | 長野県       | 不明             | 1973年3月     | 2011年7月24日 |
| NBS長野放送     | 42ch       | 映像100W /音声25W | 映像360W /音声90W | 長野県       | 不明             | 1969年3月19日 | 2011年7月24日 |
| NHK長野総合     | 44ch       | 映像100W /音声25W | 映像330W /音声83W | 長野県       | 不明             | 1973年3月     | 2011年7月24日 |
| NHK長野Eテレ    | 46ch       | 映像100W /音声25W | 映像330W /音声83W | 全国         | 不明             | 1973年3月     | 2011年7月24日 |
| TSBテレビ信州   | 48ch       | 映像100W /音声25W | 映像350W /音声89W | 長野県       | 不明             | 1980年10月1日 | 2011年7月24日 |
| abn長野朝日放送 | 50ch       | 映像100W /音声25W | 映像350W /音声87W | 長野県       | 不明             | 1991年4月1日  | 2011年7月24日 |

- 1973年まではVHF送信されていた（総合：1ch, 教育：3ch, 信越放送：5ch）混信対策のため上記のUHFチャンネルに変更になった。

### FMラジオ放送送信設備
| 放送局名  | 周波数  | 空中線電力 | ERP       | 放送対象地域 | 放送区域内世帯数 | 開局日     |
| --------- | ------- | ---------- | --------- | ------------ | ---------------- | ---------- |
| NHK長野FM | 84.8MHz | 音声10W    | 音声10.5W | 長野県       | 不明             | 1969年10月 |
| FM長野    | 86.4MHz | 音声10W    | 音声11W   | 長野県       | 不明             | 不明       |